# Buffalo Bills 1963
La stagione 1963 dei Buffalo Bills è stata la quarta della franchigia nell'American Football League. Sotto la direzione del capo-allenatore al secondo anno Lou Saban la squadra ebbe un record di 7-6-1, classificandosi prima a pari merito con i Boston Patriots nella AFL Eastern Division. Fu così necessario uno spareggio che vide i Patriots vincere per 26-8. 
Fu la prima stagione completa del quarterback Jeff Kemp come titolare. Padrone di un gioco poco spettacolare ma efficace, solo il 5,2% dei suoi passaggi venne intercettato, pur dividendo a volte i minuti in campo con il rookie Daryle Lamonica. 

## Roster
| Roster dei Buffalo Bills nel 1963 |
| --- |
| Quarterback - 15 Jack Kemp - 12 Daryle Lamonica QB/P Running Back - 25 Fred Brown HB - 33 Hezekiah Braxton - 22 Wayne Crow HB - 34 Cookie Gilchrist FB - 45 Roger Kochman - 25 Jesse Murdock HB Wide Receiver - 27 Glenn Bass - 30 Wray Carlton RB/WR - 44 Elbert Dubenion - 81 Bill Miller - 40 Ed Rutkowski Tight End - 80 Charley Ferguson - 84 Ernie Warlick Offensive Linemen - 77 Stew Barber T - 51 Dave Behrman C/T - 60 Al Bemiller C/G - 64 Tom Day G - 74 Jerry DeLucca T - 73 George Flint G - 79 Dick Hudson T - 75 Ken Rice T - 66 Billy Shaw G Defensive Linemen - 78 Jim Dunaway DT - 72 Ron McDole DE - 87 Leroy Moore DE - 70 Tom Sestak DT - 76 Sid Youngelman DE Linebacker - 54 Harry Jacobs MLB - 64 Charley Leo LB/DL - 55 Marv Matuszak LB - 57 Herb Paterra LB - 58 Mike Stratton OLB - 85 John Tracey OLB/TE Defensive Back - 46 Ray Abruzzese SS - 28 Bill Atkins CB/P - 43 Carl Charon SS/RB - 24 Booker Edgerson CB/WR - 20 Hank Rivera CB - 26 George Saimes FS - 23 Eugene Sykes FS - 47 Willie West CB Special Team - 82 Mack Yoho WR/K |
| Legenda - I rookie sono in corsivo. - Il primo ruolo è il principale mentre gli eventuali successivi indicano i ruoli secondari. - (IR) sta per Injured Reserve ed indica la lista ristretta per un solo giocatore infortunato che può tornare ad allenarsi dopo la settimana 6 e a rientrare in prima squadra dopo che questa ha giocato 8 partite. - (NF-Inj.) / (NF-Ill.) stanno rispettivamente per Non-Football Injured e Non-Football Illness ed indicano le liste dove viene inserito un giocatore che ha un infortunio o una malattia non dipendente dal football americano. - (PUP) sta per Physically Unable to Perform ed indica la lista dove viene inserito un giocatore mentre è in attesa di recuperare la condizione fisica. Nella stagione regolare dopo la sesta partita giocata dalla propria squadra, il giocatore ha tempo tre settimane per riprendere ad allenarsi, più tre settimane aggiuntive dal suo rientro agli allenamenti per rientrare in prima squadra.                                                                                |

## Calendario
| Stagione regolare |              |                                                 |                                                 |                                                 |                                                 |                                                 |
| Turno             | Data         | Avversario                                      | Risultato                                       | Record                                          | Pubblico                                        |                                                 |
| 1                 | 8 settembre  | at San Diego Chargers                           | S 14–10                                         | 0–1–0                                           | 22,344                                          |                                                 |
| 2                 | 15 settembre | at Oakland Raiders                              | S 35–17                                         | 0–2–0                                           | 17,568                                          |                                                 |
| 3                 | 22 settembre | Kansas City Chiefs                              | P 27–27                                         | 0–2–1                                           | 33,487                                          |                                                 |
| 4                 | 28 settembre | Houston Oilers                                  | S 31–20                                         | 0–3–1                                           | 32,340                                          |                                                 |
| 5                 | 5 ottobre    | Oakland Raiders                                 | V 12–0                                          | 1–3–1                                           | 24,486                                          |                                                 |
| 6                 | 13 ottobre   | at Kansas City Chiefs                           | V 35–26                                         | 2–3–1                                           | 25,519                                          |                                                 |
| 7                 | 20 ottobre   | at Houston Oilers                               | S 28–14                                         | 2–4–1                                           | 23,948                                          |                                                 |
| 8                 | 26 ottobre   | Boston Patriots                                 | V 28–21                                         | 3–4–1                                           | 27,243                                          |                                                 |
| 9                 | 3 novembre   | at Denver Broncos                               | V 30–28                                         | 4–4–1                                           | 19,424                                          |                                                 |
| 10                | 9 novembre   | Denver Broncos                                  | V 27–17                                         | 5–4–1                                           | 30,989                                          |                                                 |
| 11                | 17 novembre  | San Diego Chargers                              | S 23–13                                         | 5–5–1                                           | 38,592                                          |                                                 |
|                   | 24 novembre  | Gare rinviate per l'omicidio di John F. Kennedy | Gare rinviate per l'omicidio di John F. Kennedy | Gare rinviate per l'omicidio di John F. Kennedy | Gare rinviate per l'omicidio di John F. Kennedy | Gare rinviate per l'omicidio di John F. Kennedy |
| 12                | 1º dicembre  | at Boston Patriots                              | S 17–7                                          | 5–6–1                                           | 16,981                                          |                                                 |
| 13                | 8 dicembre   | New York Jets                                   | V 45–14                                         | 6–6–1                                           | 20,222                                          |                                                 |
| 14                | 14 dicembre  | at New York Jets                                | V 19–10                                         | 7–6–1                                           | 6,526                                           |                                                 |
| 15                | December 22  | Settimana di pausa                              | Settimana di pausa                              | Settimana di pausa                              | Settimana di pausa                              | Settimana di pausa                              |

### Playoff
| Playoff  |                  |                 |           |                      |          |
| Turno    | Data             | Avversario      | Risultato | Stadio               | Pubblico |
| Division | 28 dicembre 1963 | Boston Patriots | S 26–8    | War Memorial Stadium | 33,044   |

## Classifiche
| AFL Eastern Division |   |   |   |      |     |     |     |     |
|                      | V | S | P | %    | DIV | PF  | PS  | STR |
| Boston Patriots      | 7 | 6 | 1 | .538 | 4–2 | 327 | 257 | S1  |
| Buffalo Bills        | 7 | 6 | 1 | .538 | 3–3 | 304 | 291 | V2  |
| Houston Oilers       | 6 | 8 | 0 | .429 | 3–3 | 302 | 372 | S4  |
| New York Jets        | 5 | 8 | 1 | .385 | 2–4 | 249 | 399 | S3  |

Nota: I pareggi non venivano conteggiati ai fini della classifica fino al 1972.